# Sinagoga 1870
La Sinagoga 1870, llamada así por la organización que la gestiona, es un edificio religioso de la comunidad judía conservadora ubicada en calle Libertad 375 del distrito de Miraflores, en la ciudad de Lima, Perú.
Desde el 24 de abril de 1985, la sinagoga es liderada por Guillermo Bronstein, un rabino oriundo de Buenos Aires.

## Historia
La Sociedad de Beneficencia Israelita de 1870 fue fundada por un grupo de judíos alemanes asentados en Lima a finales del siglo XIX. Con la llegada de judíos del grupo asquenazí alemán desde 1933, fue reorganizada como la Sociedad Israelita de Socorros Mutuos de Judíos de habla Alemana y registrada con el gobierno el 30 de junio de 1938.
En 1938, empezó a alquilar una casona tradicional de la Beneficiencia Británica en la calle Libertad para usarla como templo religioso, adquiriéndola en 1948 gracias al apoyo financiero de sus feligreses. Previo a su uso, la sociedad se reunía en la casa del rabino Leopoldo Weil, ubicada en el número 320 de la calle Juan Fanning.
Debido al incremento en aquel entonces de la comunidad y la edad del edificio, fue demolido en 1999 y reconstruido para ser finalmente inaugurado el 10 de mayo del año 2000.

## Liderazgo
Los siguientes rabinos han liderado la sinagoga desde su fundación:
- Leopoldo Weil (1938–1940)
- Michael Siegel (1941–1956)
- Lothar Goldstein (1957–1966)
- David Spritzer (1967–1969)
- Claudio Kaiser (1970–1976)
- Zoev Goldik (1977–1984)
- Guillermo Bronstein (1985–actualidad)